# Szymanowice Dolne
Szymanowice Dolne – wieś w Polsce położona w województwie świętokrzyskim, w powiecie sandomierskim, w gminie Klimontów.
W latach 1975–1998 miejscowość administracyjnie należała do województwa tarnobrzeskiego.
Wieś położona jest w dolinie rzeki Koprzywianki, w paśmie Gór Świętokrzyskich, liczy sobie ona ok. 50 domów jednorodzinnych. 

## Zbiorniki wodne
W 2007 roku rekultywowano i udostępniono turystom kąpielisko przy zalewie w Szymanowicach. Zalew ma powierzchnię  51 ha, kąpielisko – 1.45 ha.

## Historia
W wieku XIX Słownik Geograficzny opisuje Szymanowice Górne i Dolne jako : dwie wsie i folwark nad rzeką Pokrzywianką w powiecie sandomierskim, gminie Górki, parafii Olbierzowice, odległe od Sandomierza 20 wiorst. W roku 1892  Szymanowice Dolne posiadały młyn wodny, olejarnię, cegielnię, 30 domów, 298 mieszkańców. Szymanowice Górne 10 domów 44 mieszkańców
W 1827 r. Szymanowice Dolne 26 domów 134 mieszkańców Szymanowice Górne 6 domów 65 mieszkańców 
W 1881 r. folwark Szymanowice Dolne i Górne (własność Ledóchowskiego) posiadały rozległość mórg 740: grunty orne i ogrody mórg 279, łąk mórg 112, pastwiska mórg 14, lasu mórg 302,wody mórg 11, nieużytki mórg 22, budynków murowanych 1, drewnianych 15, płodozmian 11. polowy, las urządzony. 
Wieś Szymanowice Dolne osad 22, mórg 238, Szymanowice Górne 99 mórg należały do dóbr Klimontów. 
W połowie XV w. Szymanowice major, w parafii Olbierzowice, własność Nowowieskiego h. Sulima, miały 9 łany kmiece, 2 karczmy, 6 zagrodników z rolą, z których dziesięcinę, wartości 10 grzywien, dawano plebanowi w Charzowicach, 2 folwarki rycerskie płaciły dziesięcinę, wartości 3 grzywien plebanowi w Piandziszowie. Na rzece Koprzywniance były dwa młyny.  
Szymanowice minor, własność Szymanowskiego i Ossolińskiego, miały 7 łanów kmiecych 3 karczmy, 2 zagrodników z których dziesięcinę snopową i konopną, wartości 6 grzywien, płacono plebanowi w Charzowicach (Długosz, L. B., II, 349, 367).

Według registru poborowego powiatu sandomierskiego z r. 1508 wieś Szymanowice, część Nowej Wsi, i inne, we własności Kacpra i Anny z Nowej Wsi płaciły poboru 4 grzywny 24 grosze. 
W r. 1578 w Szymanowicach Górnych Stanisław Gniewosz miał 6 osad, 1 1/2 łanu, 4 zagrodników z rolą, 1 biednego komornika i 1 rzemieślnika. Jakub Wierzbicki 7 osad, 1 3/4 łana, 2 zagrodników z rolą. 
Część należąca do Słupeckich (w zastawie od Trzcińskiego) 1 1/2 łanu, 3 osady. Do dworu należały 2 łany, 3 ogrodników z rolą, 1 komornik ubogi (Pawiński, Kod. Małop. s.173,463).
Według spisu powszechnego z roku 1921 miejscowość Szymanowice Dolne posiadała 29 domów i 234 mieszkańców.